# Paolo della Croce
Paolo della Croce, al secolo Paolo Francesco Danei (Ovada, 3 gennaio 1694 – Roma, 18 ottobre 1775), è stato un presbitero italiano, fondatore della Congregazione della Passione di Gesù Cristo e delle monache claustrali Passioniste, è stato proclamato santo da papa Pio IX nel 1867.

## Biografia

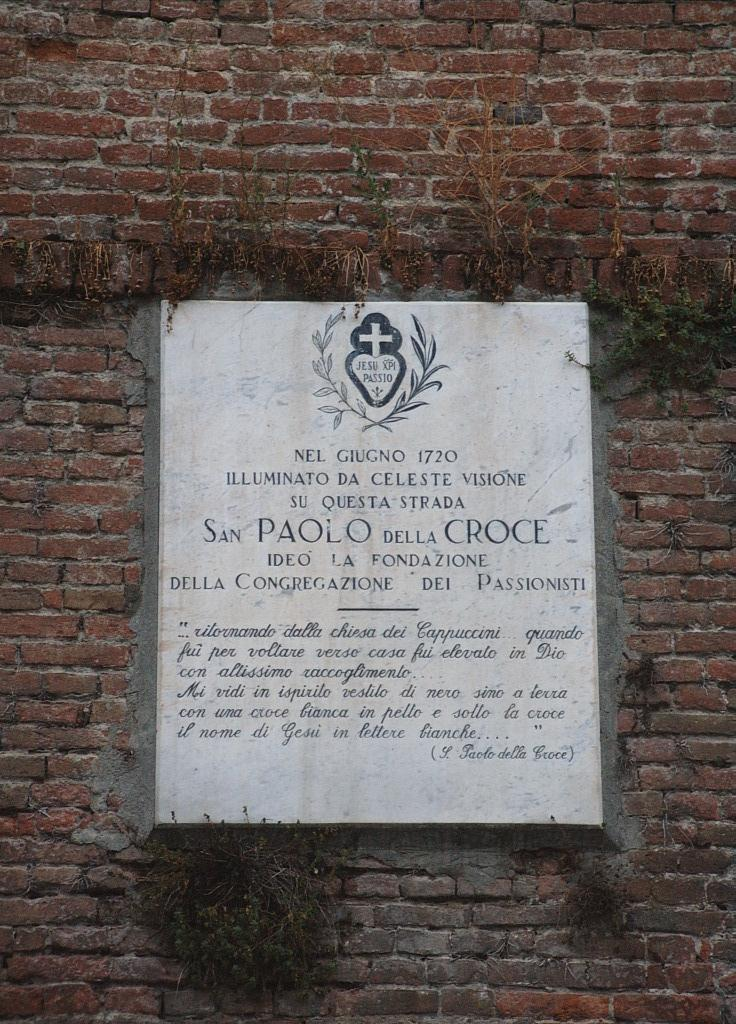
Targa a Castellazzo Bormida relativa alla visione di creazione dell'ordine

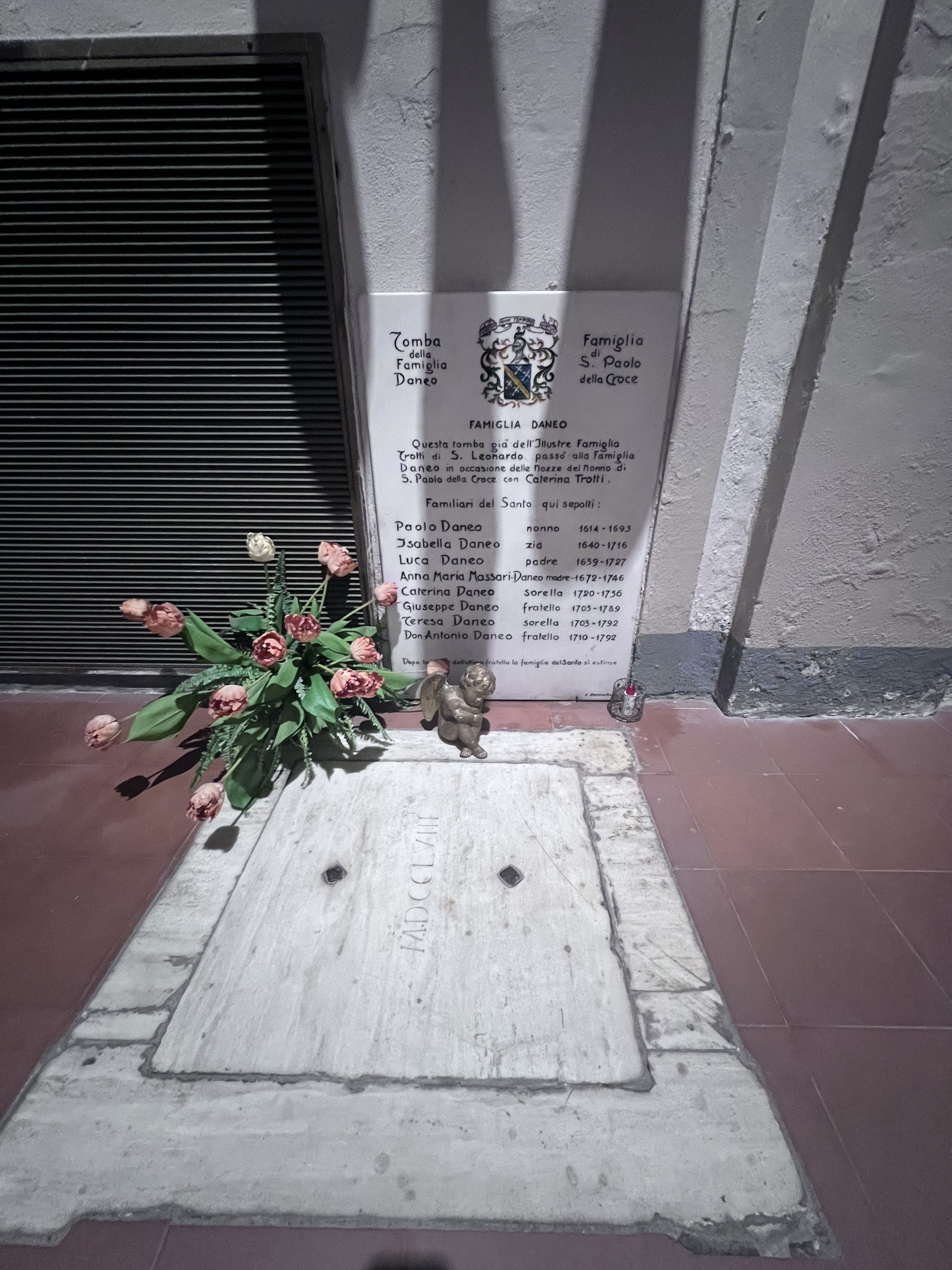
Sepolcro della famiglia Daneo nella chiesa di san Martino di Castellazzo Bormida.

Nacque a Ovada, nel Monferrato, da Luca Danei e Anna Maria Massari, entrambi ferventi cattolici il 3 gennaio 1694 e venne battezzato il 6 gennaio ricevendo il nome composto di Paolo Francesco.
Nel 1701 l'intera famiglia si trasferì a Castellazzo Bormida in una casa di loro proprietà ed ancora oggi esistente, nell'attuale vicolo Daneo.
Ricevette la sua prima educazione da un sacerdote che teneva una scuola per ragazzi a Cremolino (AL).
Fin da fanciullo mostrò molto interesse per la religione evidenziando una spiccata spiritualità: trascorreva molto tempo in preghiera, partecipava ogni giorno alla messa, e si accostava con frequenza ai sacramenti. Nello stesso tempo attendeva ai suoi doveri di studente, dedicando i suoi ritagli di tempo libero alla lettura e alla visita di chiese; qui trascorreva molto tempo nell'adorazione prima di ricevere l'eucaristia, per la quale aveva un'ardente devozione.
Nel 1713, secondo quanto emerge dalla tradizione, un "intervento della grazia" avrebbe operato la sua completa conversione spirituale. 
All'età di quindici anni lasciò la scuola e tornò nella sua casa di Castellazzo.
Durante la sua prima giovinezza rinunciò ad un matrimonio vantaggioso e ad una cospicua eredità lasciatagli da un suo zio sacerdote. Tenne per sé solamente il libro del Breviario.
Nel 1720 si sentì ispirato a fondare una nuova congregazione detta dei Poveri di Gesù. Egli stesso scrisse:
Nel medesimo anno, rivestito di una tunica nera da eremita dal vescovo di Alessandria Francesco Giuseppe Arborio di Gattinara, suo padre spirituale, scalzo e a capo scoperto, si ritirò in un'angusta cella dietro la chiesa dei Santi Carlo ed Anna in Castellazzo Bormida. In questa cella trascorse tutto l'inverno 1720-1721, vi stese la Regola della nuova congregazione, dietro celesti ispirazioni, come riporta nell'introduzione alla copia originale della Regola stessa.
Ottenuta l'approvazione della regola dal Gattinara, si recò a Roma per l'approvazione pontificia, era allora papa Innocenzo XIII, ma fu respinto dal servizio d'ordine del Quirinale.
Deluso si ritirò nell'eremo della Santissima Annunziata, sul monte Argentario, dove fu raggiunto dal fratello Giambattista, che nel frattempo aveva ricevuto l'abito di religioso dal di Gattinara. 

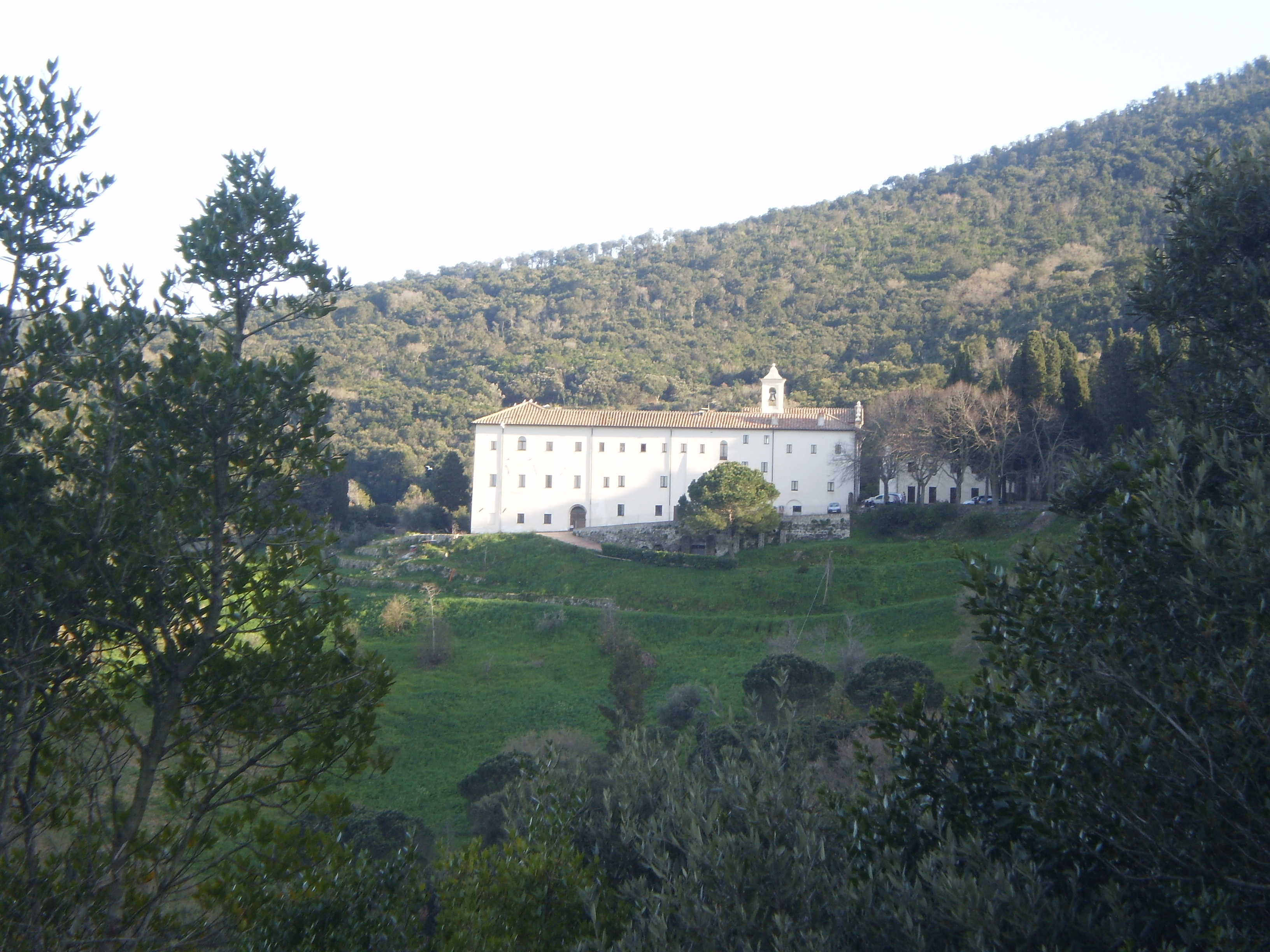
Convento della Presentazione di Monte Argentario

Su invito del vescovo di Gaeta, il teatino Carlo Pignatelli, Paolo ed il fratello, si trasferirono presso il Santuario della Madonna della Catena, ove risiedettero nel 1722 ed 1723, per poi trasferirsi a Troia in provincia di Foggia ove il vescovo Emilio Cavalieri lo aiutò nella correzione della Regola e patrocinò il ricevimento a Roma da parte del papa, Benedetto XIII, che lo autorizzò ad accogliere compagni nella nuova congregazione. Lo stesso papa Benedetto XIII, il 7 giugno 1727, ordinò sacerdoti i due fratelli nella basilica di San Pietro in Vaticano.
Le Regole vennero approvate da Benedetto XIV il 15 maggio 1741. La congregazione, come ente morale di culto, venne approvata da papa Clemente XIV, Ganganelli, nel 1769.
Dopo l'approvazione della Regola il primo capitolo si tenne al Ritiro della Presentazione sul Monte Argentario (GR) il 10 aprile 1747. Durante questo capitolo Paolo, sempre accompagnato dal fratello Giovanni Battista, contro la sua volontà fu eletto all'unanimità primo superiore generale e tale carica egli ricoprì fino al giorno della sua morte.
(Lettera di papa Pio IX per la beatificazione di Paolo, 1º ottobre 1852)
Il 3 maggio 1771 Paolo, con la collaborazione della venerabile madre Crocifissa Costantini, fondò le Claustrali Passioniste.
Fu instancabile nei suoi doveri apostolici la cui componente fondamentale era l'austerità della vita e un notevole slancio mistico. Morì per l'età avanzata a Roma, il 18 ottobre 1775.

## I primi compagni
Tra i compagni di Paolo che si distinsero nel formare e nello sviluppare la congregazione ricordiamo:
- Giovanni Battista, suo fratello più piccolo e fedele amico sin dalla fanciullezza, che condivise le sue fatiche e sofferenze e la pratica delle virtù cristiane, dichiarato venerabile e riconosciuto con-fondatore della congregazione dei Passionisti;
- Marco Aurelio (Pastorelli);
- Tommaso Struzzieri, diventato in seguito vescovo di Amelia e poi di Todi;
- Fulgenzio di Gesù (Pastorelli)
- Vincenzo Maria Strambi, vescovo di Macerata e Tolentino e agiografo di Paolo.

### Agnese Grazi
Agnese Grazi (Orbetello, 28 gennaio 1703 - 7 giugno 1744) fu in particolare la prima collaboratrice e prediletta figlia spirituale di San Paolo della Croce.
Figlia del capitano delle Milizie nella guarnigione di Orbetello, Marcantonio Grazi, fu educanda nel Monastero di San Domenico a Viterbo. Il suo primo incontro con San Paolo avvenne nel 1730, durante un ritiro di preghiera del santo a Talamone, nei pressi di una proprietà della famiglia della giovane detta ancora "Barca del Grazi".
La parola del missionario fece una profonda impressione sulla ragazza, che seguendo le direttive del santo, pur restando in famiglia, si donò a un'esistenza interiore esemplare, come testimoniano le tante lettere (se ne conservano almeno 166) che le scrisse fino alla di lei morte, San Paolo della Croce.
Agnese morì in gran concetto di santità, assistita da San Paolo, che l'aveva guidata per i gradi più alti della vita ascetica. Fu sepolta nella Chiesa del primo convento "della Presentazione" dei Passionisti sull'Argentario, di cui aveva favorito l'edificazione coinvolgendo e convincendo l'ambito familiare. Sulla sua abitazione di Orbetello è affissa una lapide che recita: «In questo palazzo della nobile famiglia Grazi San Paolo della Croce trovò la prima casa di benefattori della sua Congregazione e la pura discepola nota per santità di vita Agnese Grazi».
Viene considerata la prima ispiratrice del ramo femminile dell'opera Passionista.

## Il culto
La devozione alla Croce, la passione per Dio e lo zelo nella pratica delle virtù di vita cristiana sono le caratteristiche principali della sua spiritualità. Sua preoccupazione era far comprendere la Passione di Gesù "come la più grande e stupenda opera del divino Amore", come egli ripeteva spesso nelle sue predicazioni. Altro impegno era quello di "insegnare a meditare", a fare orazione mentale anche alle persone meno istruite e preparate spiritualmente. Per cinquant'anni pregò per la conversione dell'Inghilterra e lasciò questo impegno come eredità spirituale al nuovo Istituto.

### Beatificazione e canonizzazione

Il francobollo da 150 lire della serie emessa dalle Poste Vaticane.

Il 1º maggio 1853 venne proclamato beato da Pio IX e il 29 giugno 1867 lo stesso Pio IX lo canonizzò durante una celebrazione svoltasi nella Basilica Vaticana. Venne eretta a San Pietro una statua monumentale, opera dello scultore Ignazio Jacometti (1819-1883).
Viene commemorato il 19 ottobre nel calendario riformato da papa Paolo VI. Il calendario tradizionale della Chiesa lo commemora il 28 aprile.
Dal 25 aprile 1880 le spoglie mortali del santo sono conservate a Roma, nella cappella della Basilica dei Santi Giovanni e Paolo. Dal 3 al 6 maggio 2006 sono state portate a Novoli (LE), nell'ambito di una Peregrinatio nel Sud-Italia per festeggiare il Centenario della Provincia religiosa di Puglia, Calabria e Basilicata.
Mentre l'11 novembre 2016 le spoglie di San Paolo della Croce sono state ospitate nella città siciliana di Castellammare del Golfo(TP), in onore del centenario della presenza dei padri passionisti in Sicilia.
Per le celebrazioni del bicentenario della morte le Poste vaticane, il 27 novembre 1975, emisero una serie di tre francobolli.
Nel 1988 è stato inaugurato nella stessa Ovada il Santuario di San Paolo della Croce. Nel 2017, in occasione del 150° della sua canonizzazione si sono svolte varie manifestazioni religiose e culturali in suo onore, in varie parti del mondo, per studiarne la figura ed approfondirne il messaggio.